# 6639 Marchis
A 6639 Marchis (ideiglenes jelöléssel 1989 SO8) a Naprendszer kisbolygóövében található aszteroida. Henri Debehogne fedezte fel 1989. szeptember 25-én.